# Археология в Монголии

## Исторический обзор археологических исследований Монголии

### Археологические исследования Монголии в XIX — начале XX века
Монголия с древнейших времён является территорией обитания человека и центром своеобразной цивилизации континента Азии, поэтому она чрезвычайно богата памятниками, относящимися к огромному промежутку времени: от нижнего палеолита до средневековья. Археологические исследования Монголии начались в 1889 году, когда российский учёный Н. М. Ядринцев обнаружил в долине реки Орхон древнетюркскую стелу с неизвестными письменами и провёл раскопки, дав научную характеристику Каракорума, столицы Монгольской империи.
После Ядринцева, в 1890 году, научно-исследовательский отряд под руководством финского учёного А. О. Гейкеля изучал рунические надписи на стелах, возведённых в честь Бильге-кагана и Кюль-тегина, расположенных в местности Кошо-Цайдам.
В 1891 году Российская Академия наук командировала в Монголию академика В. В. Радлова и результаты исследований этого отряда, проведённых в долинах рек Туул и Орхон, нашли отражение в четырёхтомном издании «Труды орхонской экспедиции».
После этого археологические памятники Монголии, в особенности древнетюркские письмена, заинтересовали многих исследователей. В 1897 году Е. Н. Клеменц посетил памятник Тоньюкука, в 1909 году Г. И. Рамстедт изучал надписи на стеле, возведённой в честь Моян-чура, в 1912 году В. Л. Котвич ввёл в научный оборот сведения о монументе Кульчур хана.
В 1897 году российский исследователь Разинцев собрал коллекцию каменных орудий в песчаных барханах поблизости от нынешнего Алтан-Булака в аймаке Сэлэнгэ. Среди его находок были скрёбла, скребки, ножевидные пластины, гобийские нуклеусы. На том же самом месте, в 1912—1913 годах Н. П. Лисовский также обнаружил большое количество каменных изделий.
В 1922, 1923, 1925, 1928 годах в южной Монголии работала американская центральноазиатская экспедиция Р. Ч. Эндрюса. В её состав входили палеонтологи, геологи и географы, а с 1925 года к ним присоединился археолог Н. К. Нельсон, который провёл разведку на территории протяжённостью в 1600 км (от Чжанцзякоу до Улясутая), где обнаружил около 180 поселений каменного века и собрал более 200 тысяч каменных орудий.

### Археологические исследования Монголии в 1920—1930-х годах
В 1921 году был создан Учёный комитет (нынешняя Академия наук Монголии), в состав которого входил исторический кабинет, занимающийся поисками и регистрацией памятников. С 1922 года начались первые разведочные работы, которые проводились как монголами самостоятельно, так и вместе с советскими специалистами. В это время поиски, а также некоторые раскопки таких археологических памятников, как древние монументы, могилы и города велись совместными усилиями Учёного комитета Монголии и Академии наук СССР.
Одним из первых крупных достижений монгольских и советских археологов явились раскопки в горах Ноён-Уул (Ноин-Ула) крупной княжеской могилы эпохи Хунну, которая проводилась в 1924—1925 годах силами Монголо-Тибетской экспедиции под руководством П. К. Козлова. Среди редких и ценных находок Ноин-Улы были стёганый коврик, шёлковые изделия, тканые портреты багатуров, украшения из халцедона, кованые золотые изделия. Кроме того, выявлены склеп из толстых сосновых брёвен, керамическая посуда и зёрна. Раскопки этих могил явились замечательным событием в археологическом исследовании Монголии и одним из крупных открытий XX века. Отряд раскопал здесь ещё несколько могил по всем правилам археологической науки и доказал их причастность к периоду Хунну. Кроме этого, в долине реки Туул (на запад от Улан-Батора) отряд зафиксировал 92 могилы и собрал материалы неолитического времени. В том же году археологическая разведка проводилась Г. Боровкой на среднем течении реки Туул. Здесь он обнаружил около 400 плиточных могил, наскальные изображения в местностях Улаан хад, Их алаг, Дурвулжин и впервые выдвинул версию об одновременности оленных камней, плиточных могил и некоторых петроглифов.
Нужно отметить, что в 1920—1930-х годах проводились в основном комплексные исследования, такие как историко-археологические и археолого-этнографические. Интереснейшие работы тогдашних сотрудников Учёного комитета (О. Жамъян, Ж. Цэвээн, Н. Дэндэв) и советских учёных (В. А. Казакевич, С. А. Кондратьев, А. Д. Симуков, Д. Д. Букинич) положили прочное начало дальнейшего развития монгольской археологии.
Монголовед В. А. Казакевич совершил ряд поездок по территории Монгольской Народной Республики, посетил гобийские горы Алтан-Уул, долины рек Халхин-Гол, Керулен и Туул. В числе обнаруженных и описанных им памятников были города XVII века Хэсэг байшин и Олон байшин, расположенные на юге Хэнтийского аймака. В. А. Казакевичем впервые были даны и опубликованы научные характеристики каменных изваяний Дариганги.
Комитет наук МНР (бывший Учёный комитет) с 1927 года постоянно собирал материалы, связанные с археологическими находками. С целью наиболее полного сбора подобной информации, комитетом были созданы местные краеведческие бюро, где работали его представители и добровольные корреспонденты. На основе материалов, собранных историческим кабинетом Комитета наук за 19 лет и сведений российских учёных, работавших в стране с XVIII века, в 1941 году Х. Пэрлээ начал создавать «Археологическую картотеку Монгольской Народной Республики», которая впоследствии несколько раз обновлялась.

### Археологические исследования Монголии в 1940-х годах
В 1942 году Х. Пэрлээ был создан план расположения археологических памятников правого берега реки Хуйтний-Гол и горы Авдар-Уул сомона Авдарбаян Центрального аймака, там же были раскопаны и изучены несколько могил. Публикация итогов этих работ явилась первым научным трудом монгольского учёного, исследовавшего самостоятельно археологические памятники своей страны.
В 1948—1949 годах на территории МНР работала совместная Монголо-Советская экспедиция под руководством профессора С. В. Киселёва и Х. Пэрлээ, которая, проводя раскопки Каракорума и Хара-Балгаса выявила торгово-ремесленный квартал и остатки дворцов. Ими также было изучено большое количество могил древних племён, проживавших в долине реки Орхон. Два отряда экспедиции, возглавляемые профессором А. П. Окладниковым и этнографом К. В. Вяткиной, работавшие в западных, восточных и южных областях страны, обнаружили множество древних памятников, среди которых были и поселения каменного века. На реке Дунд-Жаргалантын-Гол Хэнтийского аймака и в местности Наран-Толгой сомона Мунгэнморьта Центрального аймака зафиксировано несколько оленных камней. На скалах горы Шунхлай-Уул сомона Хужирт Уверхангайского аймака К. В. Вяткиной обнаружены петроглифы, исполненные выбивкой.
В 1948—1949 годах отряд по изучению палеолита под руководством А. П. Окладникова обнаружил палеолитические и неолитические поселения в Мойлтын-Ам сомона Лун Архангайского аймака, в Тамсагбулаге сомона Матад Восточного аймака, а также наскальные изображения в Тэвш-Уул сомона Ховд Уверхангайского аймака и в пади Гачууртын-Ам, расположенной недалеко от Улан-Батора.

### Археологические исследования Монголии в 1950-х годах
К 1950-м годам были подготовлены национальные кадры археологов, которые самостоятельно и совместно с учёными социалистических стран стали проводить археологические исследования по трём основным направлениям: каменный век, бронзовый и начало железного века, древние государства (хунну, государства тюрков и киданей).
В 1951 году Х. Пэрлээ проводил исследования поселений Тахилын ус и «Дуудий тээгийн дунгэндэг газар», находящиеся недалеко от скал Их газрын чулуу Среднегобийского аймака, города Барс хот III, основанного Тогон-Тэмуром на северном берегу реки Хэрлэн (Восточный аймак), обследовал могилы IX—XII веков на территории сомона Сайнцагаан Среднегобийского аймака.
В 1967—1968 годах Х. Пэрлээ раскопал более 20 могил в местностях Тугсийн увдуг сомона Батширээт (Хэнтий), в долинах рек Хурхын гол и Жаргалантын гол того же аймака и была выдвинута версия, что данные могилы относятся к периоду Киданьского государства. В 1952 году он обследовал более 10 плиточных могил в Баянцогт обоо сомона Баянмунх Хэнтйиского аймака и Сууджийн булаг сомона Мунгунморьт Центрального аймака.
В 1952—1957 годах Х. Пэрлээ проводил раскопки городищ Гуа дов, Тэрэлджийн дурвулджин сомона Мунгунморьт, Бурхийн дурвулджин, Хурээн дов, Ундур дов сомона Эрдэнэ, вал на берегу реки Цэнхэрийн гол в сомонах Хэнтийского аймака Жаргалтхаан и Дэлгэрхаан, Барс хот II (Баруун дуруугийн хэрэм), вал на берегу реки Шувуутайн гол сомона Бурэгхангай Булганского аймака, городище времён хунну Баянбулаг в Южногобийском аймаке. Значение исследований Х. Пэрлээ заключается в том, что он опровергнул теорию о «чистых кочевниках» и на основании вещественных фактов доказал существование городов и поселений у кочевых племён.
В 1954—1955 годах Ц. Доржсурэн обследовал около 20 могил хунну и две плиточные могилы в горах Ноён уул, кроме того, в долине реки Хунуй гол Архангайского аймака им было обнаружено более 300 могил хунну, 26 из которых он раскопал и опубликовал. В 1956—1958 годах на территории Архангайского аймака, а также в пади Хурхрээгийн ам, расположенной недалеко от Улан-Батора, он изучил большое число памятников бронзового и начала железного веков, среди которых были и восемь плиточных могил, раскопанные им в 1956 году в горах Алтан сандал сомона Их Тамир Архангайского аймака.
В 1955 году Ц. Доржсурэн обнаружил стелы с орхоно-енисейскими и уйгурскими письменами в местности Долоодойн херексур Увс аймака. В 1956 году на территории сомона Их Тамир Архангайского аймака им выявлен комплекс с огромной стелой, где согдийским письмом и на санскрите была высечена важнейшая информация, связанная с историей Первого Тюркского каганата 80-х годов VI века. В 1957 году в местности Долоон мод сомона Тариат Архангайского аймака Ц. Доржсурэном обнаружена и включена в научный оборот верхняя часть стелы с орхоно-енисейскими письменами.
В 1956 году Н. Сэр-Оджав раскопал плиточную могилу в горах Шунхлай уул сомона Худжирт Убурхангайского аймака. В следующем году, совместно с Ц. Доржсурэном, он обследовал поминальный комплекс древнетюркского министра Тоньюкука, находящийся на территории Эрдэнэ сомона Центрального аймака. Здесь были обнаружены строительные материалы, керамические изделия, различные украшения, а также орхоно-енисейская надпись на стене жертвенного храма. В 1957—1958 годах им же были найдены петроглифы с изображениями различных животных, оленей и сцен охоты в местностях Цэнэгтийн ам сомона Ундурсант Архангайского аймака, Хух хутлийн тост утгу сомона Уйгар Баян-Улгийского аймака.
В 1952 году О. Намнандорж обнаружил в пещере Хойд Цэнхэрийн агуй сомона Манхан Кобдоского аймака наскальные рисунки, сделанные охрой. Они были отнесены исследователем ко временам неолита, некоторые опубликованы. В 1953 году, на территории Арбулаг сомона Хубсугульского аймака он нашёл и обследовал остатки дворца Мунх хана и величественную стелу с надписями.

### Археологические исследования Монголии в 1960-х годах
В 1960—1966 годах отряд по изучению каменного века Монголии, в состав которого входили советские и монгольские археологи А. П. Окладников, Х. Сэр-Оджав, Д. Дорж, провёл разведку почти на всей территории страны и во многих местах обнаружил памятники неолита, среднего и верхнего палеолита. Например, палеолитические стоянки найдены в горах Их Богд, Гурван Сайхан, Арц Богд Монгольского Алтая; в долине реки Тамирын гол; у озера Орог-Нуур Баянхогорского аймака; в горах Сонгино уул, в Буянт-Уха, Шар хад Улан-Батора; в горах Тэвш уул сомона Богд Убурхангайского аймака; в местности Оцон мааньт Южногобийского аймака. Каменные орудия из Оцон мааньт относятся к среднему палеолиту и представляют большой научный интерес своим сходством с подобными изделиями Европы, Южной Азии и Африки. Наряду с этим, в 1960, 1961, 1964 годах была обследована стоянка времён палеолита с четырьмя культурными слоями в местности Мойлтын ам сомона Хархорин Убурхангайского аймака. В ходе исследования стало очевидно, что данная стоянка является редчайшим памятником Центральной, Северной и Восточной Азии.
В 1967—1989 годах на территории МНР работала Совместная Монголо-Советская историко-культурная экспедиция под руководством Ш. Нацагдоржа, Д. Доржа, А. Д. Окладникова, А. П. Деревянко. В её состав входили несколько научно-исследовательских отрядов, которые внесли неоценимый вклад в изучение истории монгольского народа. Начиная с 1970 года отряд по изучению каменного века и отряд по изучению бронзового и начала железного веков данной экспедиции побывали практически во всех концах Монголии, зарегистрировали и исследовали тысячи памятников, таких как поселения, могилы, оленные камни, монументы, петроглифы, древние надписи и каменные скульптуры, оставленные жителями каменного, бронзового, железного веков, державой Хунну, народами Уйгурского и Киданьского государств, племенами Великой Монгольской империи.
В 1967—1969 годах отряд по изучению каменного века, возглавляемый академиком А. П. Окладниковым и Д. Доржем, кроме палеолитических нахождений, обнаружил на территории Восточного, Восточногобийского и Сухэбаторского аймаков несколько десятков поселений мезолита и неолита, а также впервые провёл раскопки неолитических жилищ и захоронений в местностях Овоот, Тамсагбулаг и на южном берегу реки Керулена (недалеко от города Чойбалсан). Одной из крупных работ, сделанных отрядом по изучению каменного века Монголии, является открытие в 1969 году мастерской нижнего палеолита у горы Ярх сомона Гурвансайхан Среднегобийского аймака, где была зафиксирована культура бифасовидных орудий.

### Археологические исследования Монголии в 1970-х годах
В 1970—1973 годах палеолитические орудия обнаружены в местностях Ёроолгоби и Цахиурт сомона Хулд Среднегобийского аймака, стоянки времён мезолита найдены в горах Зуунхайрхан и Баруун хайрхан Южногобийского аймака.
В 1975 и 1979 годах отряд под руководством А. П. Окладникова и Д. Цэвээндоржа обнаружил палеолитические, неолитические изделия и мастерские на территории Заамар сомона Центрального аймака, в долинах рек Селенга и Дэлгэр-Мурен, на берегах озера Толбо-Нуур, в долине реки Хонгиогийн гол Эрдэнэбурэн сомона, на реке Цэнхэрийн-Гол Манхан сомона, на территории Муст сомона Кобдоского аймака.
Отряд по изучению бронзового и начала железного веков Совместной Монголо-Советской историко-культурной экспедиции в 1971 году раскопал несколько плиточных могил в местности Тэмээн чулууны ам сомона Бат Улзийт Убурхангайского аймака. В 1972 году было раскопано поздненеолитическое погребение в местности Норовлин-уула, где был найден один из древнейших антропоморфных амулетов в Монголии. В 1976 году ими были обследованы ещё 4 плиточные могилы в Шивэртийн ам их сомона Тамир Архангайского аймака.
В 1976—1983 годах было раскопано около 50 плиточных могил и обнаружены бусы, украшения из бирюзы, золотые серьги, фрагменты керамики, костяные изделия, кости домашних животных и множество других находок в Чандган тал сомона Мурун, в Буянтын чулуу сомона Буянт Хэнтйиского аймака, в районе сомонного центра Алтанширээ Восточногобийского аймака, в местности Хан хад сомона Баян-Овоо Южногобийского аймака, в Шивэртийн ам сомона Батцэнгэл, в Хушуун тал сомона Эрдэнэмандал, в местности Алтанцэцэг сомона Тариат Архангайского аймака, в горах Шунхлай уул сомона Худжирт, в Наран-Толгое сомона Зуйл Убурхангайского аймака, в Зараа толгой сомона Бурэгхангай Булганского аймака, в местности Бурхантайн гацаа сомона Алтанбулаг Центрального аймака. Кроме того, в 1976, 1977 и 1980 годах в степи Хушуун тал сомона Эрдэнэмандал Архангайского аймака был обследован памятник тюркского времени с каменной черепахой, в 1980—1982 и 1984 годах раскопано около 20 могил монгольского времени в горах Буурал уул на территории государственного хозяйства Хонгор Селенгинского аймака.
В 1972—1974 и 1981—1982 годах отряд по изучению археологических памятников кочевников Института истории совместно с отрядом по изучению бронзового и начала железного веков Совместной Монголо-Советской историко-культурной экспедиции под руководством Д. Цэвээндоржа и В. В. Волкова раскопал в горах Чандмань уул Убсунурского аймака более 50 могил, относящихся к VII—III векам до н. э. В здешних могилах обнаружены сотни находок, среди которых были орудия труда, предметы вооружения, различные украшения. Они имели важное научное значение не только для установления времени внедрения в производство железа на территории Монголии, но и для изучения хозяйственной и общественной жизни тех времён.
Отряд по изучению древних городов совместной Монголо-Советской экспедиции, возглавляемый Х. Пэрлээ, в 1970 году на городище Хар Бухын балгас сомона Дашинчилэн Булганского аймака обнаружил несколько десятков берестяных книг, среди них были и ранее неизвестные науке редчайшие экземпляры. Например, там присутствовал свод из 18 законов, принятый 18-ю собраниями князей четырёх, шести и семи хошунов (административно-территориальной единицы дореволюционной Монголии). Исследование и публикация этих памятников истории, культуры и права впоследствии явились одним из главных трудов Х. Пэрлээ для получения Государственной премии (посмертно).
В 1979 году палеолитический отряд СМСИК Экспедиции под руководством А. П. Окладникова и Д. Цэвээндоржа обнаружил петроглифы на скалах Ишгэн толгой и Хойт узуур хух хад сомона Манхан, в Алаг чулуу и Ихэр хушоот сомона Эрдэнэбурэн Кобдоского аймака, в Бугат сомона Жаргалант Баянхонгорского аймака, в местности Хуудасны орой сомона Тонхил Гоби-Алтайского аймака. Среди них были наскальные рисунки времён палеолита из Ишгэн толгой, изображение сцены пахоты земли плугом, запряжённой двумя волами и много других писаниц, имеющих важное научное значение.

### Археологические исследования Монголии в 1980-х годах
В 1982 году отряд, возглавляемый Р. С. Васильевским и Д. Цэвээндоржем провел широкомасштабную разведку и собрал богатейшие палеолитические и неолитические материалы в долинах рек Туул, Орхон, Тамир-Гол, Дэлгэр-Мурен и Селенга.
В 1983—1989 годах отряд под руководством А. П. Деревянко и Д. Доржа проводил разведочные работы на территории Баян-Ульгийского, Ховд, Гоби-Алтайского, Убурхангайского, Баянхонгорского аймаков, в результате которых были собраны тысячи каменных изделий из более чем 300-т местонахождений. Среди них можно назвать долину реки Сагсай, озеро Хар ус нуур, Долину древних озёр, долины рек Ховд, Хойд Цэнхэр, Дунд Цэнхэр, Урд Цэнхэр (в районе Манхан сомона), озеро Хулман нуур, территорию Бууцагаан сомона, долины рек Таац, Туйн, Байдраг-Гол. По материалам этих исследований были опубликованы десятки брошюр и книг.

### Совместный Монголо-Венгерский научно-исследовательский отряд
В 1960-х годах начал свою деятельность совместный Монголо-Венгерский научно-исследовательский отряд. В 1961 году Н. Сэр-Оджав и Т. Хороват раскопали две могилы хунну из одиннадцати, расположенных в долине реки Сэлбэ недалеко от Улан-Батора, в 1962 году Ц. Доржсүрэн и И. Эрдели обследовали плиточную могилу на территории Батсумбэр сомона Центрального аймака, две могилы в пади Худжирт горы Ноён уул, в 1963, 1964 годах И. Эрдели и Д. Наваан раскопали 4 могилы хунну в местности Наймаа толгой Эрдэнэмандал сомона Архангайского аймака. Из 26-и могил хунну, находящихся в том же Наймаа толгой, Д. Цэвээндорж и И. Эрдели обследовали в 1974 году — 5, 1987 году — 11 могил. Д. Цэвээндорж и В. В. Волков в 1975 году раскопали три могилы из ста, расположенных в Нухтийн ам Галт сомона Хубсугульского аймака, в 1969 году И. Эрдели и Д. Наваан раскопали несколько могил из 142-х, находящихся в горах Дулга-Ула Жаргалтхаан сомона Хэнтийского аймака, из них же в 1988 году 5 могил раскопаны Д. Цэвээндоржом и И. Эрдели.
Этими же исследователями в 1987 году было раскопано 2 могилы в местности Худгийн толгой Батцэнгэл сомона, 2 могилы в горах Солби уул, 11 могил хунну в Наймаа толгой Эрдэнэмандал сомона Архангайского аймака и в 1988 году 5 могил из 17-ти обнаруженных в Зараа толгой Баян сомона Центрального аймака.
В 1989 году Монголо-Венгерско-Советский отряд по изучению памятников хунну обследовал две могилы в Морин толгой Алтанбулаг сомона Центрального аймака, одну могилу в Бага газрын чулуу Дэлгэрцогт сомона Среднегобийского аймака, одну могилу в Тарвагатай Зуйл сомона и одну в Хуушийн хутул Худжирт сомона Убурхангайского аймака. В 1988 году Д. Цэвээндорж, И. Эрдели и П. Б. Коновалов раскопали средневековую могилу и жертвенный храм XIII века в местности Хушууну ухаа Их хэт сомона Восточного аймака, провели разведочные раскопы на городище хунну Бороо Центрального аймака. Среди множества находок, обнаруженных в результате вышеперечисленных обследований, особое научное значение имеет костяной язычковый музыкальный инструмент эпохи хунну. На данное время он считается самым древним из подобных музыкальных инструментов.

### Другие международные исследования монгольской археологии
Изучением древнетюркских памятников, кроме вышеперечисленных российских и советских учёных, с 1957 года начал заниматься археолог Н. Сэр Оджав как самостоятельно, так и совместно с чехословацкими коллегами. При раскопках, проведённых в 1958 году монголо-чехословацким отрядом на жертвенно-поминальном комплексе древнетюркского князя Кюль-тегина собран богатейший материал, состоящий из строительных материалов, посуды, металлических изделий и имеющий важное научное значение. Там же, в местности Хушо Цайдам сомона Хашаат Архангайского аймака найдена верхняя часть стелы с письменами, установленной в честь Кюль-тегина.
В 1973—1978 годах эпиграфический отряд СМСИК Экспедиции под руководством М. Шинэхуу и С. Г. Кляшторного провёл на территории Монголии крупномасштабные разведочные и исследовательские работы по изучению орхоно-енисейской письменности.
В 1981—1983 годах в восточную Монголию Институтом истории был командирован специальный научно-исследовательский отряд по изучению каменных скульптур под руководством Д. Баяра, который к уже известным сорока скульптурам добавил около тридцати новых. Люди на большинстве изваяний, обнаруженных в основном в Сухэ-Баторском, Восточном и Хэнтийском аймаках, изображены сидящими в кресле (исэр сандал), что их резко отличает от древнетюркских скульптур, широко распространённых в Монголии и Средней Азии. В результате детального исследования головных уборов, халатов (дэли), поясов, сапог, причёски и других предметов, изображенных на них, вслед за Н. Вяткиной Д. Баяр сделал вывод о принадлежности данных памятников монголам XIII—XIV веков. Кроме нескольких статей, по результатам работ опубликована монография на корейском и монгольском языках.
С 1981 по 1983 годы Д. Цэвээндоржем были обнаружены сотни наскальных изображений в местностях Их сар, Тэрэм хад, Гурван толгой, Унхэлцэг, Тумур Цорго, Эхэн Хузуувч, Хад узуур, Бужаа, Можоо, Увс аймака, Цахир, Харгантын ам, Хубсугульского аймака (1981 год), Гурван толгой, Шовгор хад, Тушаат, Хамуут, Хар хундийн наран, Нарийн дэл, Хоо узуур, Тэрэм хад, Хар нарт, Цагаан утуг, Бургалтайн зурагт хад, Тэхийн хутул, Хэрэгтийн ам, Мунгун цахир, Хар цагаан ус Увс аймака, Хунх Цахир Хубсугульского аймака (1982 год), Улаан овоо, талын ухаагийн ац, Дунгээн уул, Тувд уул Завханского аймака, Увгунт, Уудэнт, Шовгор зараа, Хутул утгу Булганского аймака (1983 год).

## Международные археологические экспедиции в Монголии с 1990-х годов

### Монголо-Российские экспедиции
В 1995—2001 годах монголо-российско-американский отряд по изучению каменного века под руководством А. П. Деревянко, Д. Цэвээндоржа и Дж. Олсена исследовал палеолитические и мезолитические стоянки пещер Цагаан агуй и Чихэн агуй Баянхонгорского аймака. Установление даты памятников в лабораториях России и США с применением геологических, палеоботанических и радиокарбонных методов явилось новым прогрессивным явлением в исследовании каменного века Монголии. Отрядом также проведены разведывательные работы в районе Алтайского Гоби и обнаружено множество стоянок старого и нового каменного веков. Среди них стоянка Цахиуртын хундий (Кремнёвая долина), расположенная на границе Убурхангайского и Южногобийского аймаков имеет крайне важное научное значение и является редчайшим памятником каменной индустрии. Она занимает площадь в 25 квадратных километров. Кроме трёхтомного отчёта на монгольском, русском и английском языках, по результатам её исследований опубликованы несколько монографий и множество статей.
В ходе реализации монголо-американо-российского проекта «Алтай» (Д. Цэвээндорж, Э. Якобсон, В. Д. Кубарев), в 1994—2001 годах в местностях Хар ямаа, Цагаан салаа, Бага Ойгор, Хар ус, Цагаан ус, Харуул толгой, Хатуу Монгольского Алтая обнаружено и исследуется большое число наскальных рисунков. Эти памятники по количеству и по содержанию занимают особое место в изучении петроглифов не только Монголии, но и всего Азиатского континента.
В 1994—2000 годах Монголо-Американо-Российская экспедиция под руководством Д. Цэвээндоржа, Э. Якобсона и В. Д. Кубарева производила изучения петроглифов Монгольского Алтая. В ходе исследовании были открыты ряд памятников Самым грандиозным из них считается петроглифы Цагаан салаа и Бага Ойгор где открыты более 10 000 сцен. Из них выборочно опубликовал около 1400 сцен в двух томах в Париже, в одном томе в Новосибирске и несколько статей. Эти памятники датируются от палеолита до средневековья. Палеолитическим временем датируются несколько рисунки мамонтов. А в другой местности у горы Шивээт Хайрхан и в верховьи реки Цагаан гола (Хух чулуу, Шивээт Хайрхан, Хар салаа, Цагаан салаа, Хар чулуу) были открыты тоже более десяти тысяч сцен. В местности Арал толгой обнаружен местонахождение петроглифов датируемые от мезолита до бронзового века. Мезолитическим временем датируются изображения лошадей. Петроглифы Арал толгоя изданы отдельной монографией в Монголии. Основная масса петроглифов Монгольского Алтая датируются бронзовым и ранным железным веком.
В 2005 году российско-монгольская археологическая экспедиция под руководством Н. В. Полосьмака и Н. Эрдэнэ-Очира раскопала большую могилу хуннской знати в пади Суджигт в горах Ноён уула, где обнаружены многочисленные уникальные находки такие как несколько серебряных пряжек с изображением однорого небесного козла, крылатого козла и с изображением дракона. Уникальной находкой является округлая пряжка с изображением античных сюжетов.
В 2004—2006 годах Монголо-Российско-Германская экспедиция под руководством Д. Цэвээндоржа, В. И. Молодина и Г. Парцингера занималась исследованием, поиском и раскопками пазырыкского кургана на территории Монгольского Алтая.
В 2006 году в местности Олон гуурийн гола открыл нетронутую могилу пазырыкского типа в мерзлоте, где над срубом были положены два коня с уздой и седлом. Покойника хоронили в бревенчатых срубах, устеленных войлоком чёрного цвета. Он был одет в сурковую шубу, в коротких шортах из ткани, с длинными войлочными сапогами, войлочную шапку с верхушкой в виде птичьей головы, с поясом, украшенным деревянной пряжкой. Кроме того, найдены многочисленные украшения, вырезанные из дерева в виде оленя, лошадей, головы горных козлов, диадемы с изображением парных зверей, скорее всего волков и т. д. Вместе с покойником клали полный набор вооружения: лук со стрелой, бронзовый чекан с деревянной рукояткой, бронзовый кинжал в деревянных ножнах, деревянный щит и т. д. Возле головы покойника был поставлен керамический сосуд, сделанный из рога архара, деревянный сосуд и большая палица на ножках. Одним словом, обеспечивали покойника всем, что ему надо в загробной жизни. Судя по комплексу находок, он был скотоводом, охотником и воином.
Начиная с 2004 г., совместной российско-монгольской археологической экспедицией проводились исследования городов киданей на территории Монголии под руководством ч.-корр. РАН Н. Н. Крадина. Российскую сторону в полевых исследованиях представляли Институт истории, археологии и этнографии народов Дальнего Востока ДВО РАН (чл.-корр. РАН Н. Н. Крадин, к.и.н. А. Л. Ивлиев, к.и.н. С. Е. Саранцева, Ю. Г. Никитин и др.), Институт монголоведения, буддологии и тибетологии СО РАН (д.и.н. С. В. Данилов), Кемеровский государственный университет (к.и.н. С. А. Васютин), Читинский государственный педуниверситет (к.и.н. Е. В. Ковычев). С монгольской стороны партнерами являются Институт изучения кочевых цивилизаций ЮНЕСКО (проф. А.Очир, Б.Анхбаяр, Г.Батболд), Монгольский технический университет (к.и.н. Л.Эрдэнэболд), Институт археологии МАН (др. А.Энхтур). В раскопках принимали участие студенты антропологи Дальневосточного государственного технического университета и студенты монгольских вузов.
Особенный интерес из киданьских городищ Монголии вызывает самый крупный памятник — Чинтолгой-балгас. Городище расположено в Булганском аймаке (Дашинчилэн сомон) Монголии (примерно в 200 км к СЗЗ от Улан-Батора). Городище представляет собой почти правильный прямоугольник со сторонами 1,2 км на 0,6 км, ориентированный почти по сторонам света, вытянутый в направлении С Ю. Городище окружено двумя валами и рвом между ними. На городище имеется 35 выступающих наружу башен и 5 ворот, по двое ворот с западной и восточной сторон и одни ворота примерно посередине южного вала. Все ворота имеют Г-образный захаб. Городище делится на две части (северную и южную) внутренним валом. Внутри городища имеется длинная улица, пересекающая городище по линии С Ю и две поперечные улицы внутри каждой из частей по линии З В. В месте пересечения длинной улицы и внутреннего поперечного вала имеется П-образное укрепление, защищающее ворота с юга.
Городище раскапывалось в 2004—2008 гг. Площадь раскопа 2004—2005 гг. составила 384 м². С восточной стороны к раскопу была прирезана траншея 16×2 м, частично пересекающая городскую улицу по линии З В. В центральной части раскопа в наиболее возвышенной части были обнаружены остатки глинобитного здания квадратной формы. В западной части раскопа было вскрыто несколько хозяйственных ям, насыщенных горелостями, золой, костями животных и рыб, чешуей, обгорелыми зернами. В северо-западном углу раскопа были найдены остатки наземного жилища с отопительной системой из камней каном. Это сразу навело на мысль о параллелях с бохайской и чжурчжэньской археологическими культурами. Трёхканальный кан был ориентирован по линии С Ю. В его южной части находился очаг. С восточной стороны от кана было зафиксировано скопление из более чем 400 игральных альчиков. С севера за пределами жилища располагались три большие сосуда (хума), врытые в землю. Ещё чуть дальше к северу была зафиксирована кирпичная стенка, идущая по линии З-В. По всей видимости, она отделяла жилище (и/или квартал) от улицы.
В 2006—2008 гг. исследования велись на другом раскопе площадью 180 м², расположенном к западу от раскопа первых двух лет. Здесь были найдены остатки ещё двух жилищ верхнего строительного горизонта с Г-образными канами в каждом из них. Граница между жилищами была определена по кладке черепицы, расположенной на уровне пола. Основание южных стенок обоих жилищ были укреплены крупными камнями. Кроме того, с этой стороны были зафиксированы большие плоские камни, являвшиеся основанием для столбовых конструкций. Северная стенка жилища являлась одновременно внешней стеной усадьбы. Это дает основание говорить, что город имел компактную квартальную застройку. Жилые районы города состояли из кварталов, на которые они должны были делиться улицами и переулками. Внутри кварталов достаточно скученно располагались жилища.
После выборки дымоходов и разборки канов обоих жилищ были найдены следы ещё одного кана, относящегося к нижнему строительному горизонту. Также были зафиксированы вертикально поставленные плоские камни, которые вероятно укрепляли северную стенку одного из жилищ более раннего строительного горизонта в этом же секторе. Под полом того же жилища были найдены три большие хозяйственные ямы. В одной из ям был врыт большой хум.
Ниже другого жилища найдены несколько археологически целых больших сосудов — хумов. В самом низу на материке были выявлены остатки большого котлована. Возможно, что это жилище самого начального этапа существования городища. Однако точных выводов на этот счет сделать нельзя, поскольку не были зафиксированы следы от столбовых конструкций (найдено всего две ямки), а также не удалось найти следы очага. Впрочем, не исключено, что жилище было полностью разобрано, а потом этот котлован использовался как яма для мусора. Однако совершенно очевидно, что жилища перестраивались внутри кварталов, по всей видимости, примерно на том же месте, где стояли более ранние жилые строения.
В процессе раскопок было обнаружено огромное количество керамики и черепицы, предметов материальной культуры, фаунистические остатки, предметов искусства. Керамика представляет собой наиболее массовый материал. Выделены такие формы сосудов как корчаги, горшки, вазы, бутылевидные сосуды, чашки, миски, тазы, поддоны. Фарфоровая посуда в основном представлена фрагментами преимущественно чаш, покрытых белой глазурью. На стенках некоторых чаш есть оттиснутый с помощью шаблона растительный орнамент. В целом, такая посуда соответствует продукции керамических печей типа динъяо Северного Китая. Глазурованная посуда в основном представлена нижними частями плавно сужающихся к днищу высоких бутылевидных сосудов, с грубоватым каменного качества черепком, содержащим большое количество частиц камня, преимущественно, кварца, и покрытых оливковой глазурью разных оттенков от бледно-серого до почти чёрного.
Металлические изделия, к сожалению, сохранились очень плохо. К числу предметов из железа относятся гвозди, пробои, наконечники стрел, панцирные пластины, пряжки, детали конской упряжи и др. Найдены также фрагменты чугунных котлов, чугунные втулки ступиц тележных колес, ножка бронзового ритуального сосуда, бронзовая отливка двух соединённых рыбок, бронзовые кольца и др. Все найденные монеты относятся к китайским династиям Тан и Сун.
Изделия из кости представлены целой серией предметов, включая игральные альчики, орнаментированные накладки на лук, другие изделия. Архитектурные украшения представлены фрагментами вылепленных из серой глины голов животных (львов, драконов и др.). Черепица представлена большим количеством фрагментов плоской (нижней) и желобчатой (верхней). Концевые диски украшены зооморфными ликами, обрамленными жемчужником. Из индивидуальных находок следует отметить фарфоровую фигурку человека с собакой в руке, зубные щетки из кости и дерева, костяные игральные кубики, фрагменты тушечниц. В целом, полученные материалы создают фундамент для эталонной коллекции различных категория артефактов городской культуры империи Ляо на территории монгольских степей. По сути дела, можно сказать, что это наиболее изученный в настоящее время город империи Ляо.
Ряд категорий артефактов имеет аналогии с культурой существовавшего на территории Маньчжурии, Северной Кореи и Приморья раннесредневекового государства Бохай (698—926 гг.). Среди них круглые игральные «фишки», сделанные из стенок сломанной посуды или фрагментов черепицы, ряд технологических особенностей посуды (горизонтальные ленточные ручки, козырьковые ручки) и др. Сюда же следует добавить каны, характерные для дальневосточных культур. Факт присутствия бохайских материалов на данной территории объясняется политическими событиями первой половины X в. Дело в том, что после завоевания территории Бохая кидани столкнулись с значительным сопротивлением и после подавления ряда восстаний начали политику депортации бохайцев в другие районы страны, в том числе и на территорию современной Монголии.
Ещё одним следом присутствия бохайцев в районе долины Толы на западной границе Ляо может служить специфическая фортификация киданьского городища Эмгэнтийн-хэрэм, расположенного в 20 км от Чинтолгой-балагаса, на левом берегу р. Харбухын-гол. Городище прямоугольной, почти квадратной формы со сторонами 320×310 м, ориентировано почти по сторонам света. Главной особенностью фортификации этого городища является устройство его валов и рвов. В отличие от подавляющего большинства городищ в Монголии валы этого городища сделаны с использованием камня. В 2009 г. экспедицией были произведены раскопки вала. При изучении стратиграфии раскопа было выяснено, что вал был сооружен так называемым методом ханту — набивкой земли слоями. Кроме того вал был обложен снаружи и изнутри камнями. В 2013 г. было заложено несколько раскопов на территории городища. Вещевой материал из раскопок Эмгэнтийн-хэрэма вполне соответствует материалам раскопок городища Чинтолгой-балгас, что свидетельствует о принадлежности и этого памятника к ляоской эпохе. В то же время, можно отметить и некоторые различия между материалами двух памятников. На городище Эмгэнтийн-хэрэм они проявились в необычном декоре глиняного котла, в некотором своеобразии оформления кухонных горшков «киданьского типа», преобладании среди керамики крупных тарных сосудов. Здесь также был найден только один фрагмент фарфоровой посуды, что косвенно может свидетельствовать о низком статусе городища и его жителей.
В 2010—2012 гг. проводились раскопки городища Хэрмэн-дэнж. По форме городище представляет собой трапецию, ориентированную длинными расширяющимися к югу сторонами. Как большинство киданьских городищ, памятник разделен на северную и южную части. Северная часть имеет четкую планировку. На её территории выделены разнообразные объекты, а также две улицы, главная — идущая по линии север — юг и восточная, идущая от условного центра северной части на восток. Общий периметр вала — 1926 м. Площадь примерно 20 га. Высота вала от 4 до 10 м. Ширина вала 2-6 м вверху и 25 30 м у основания вала. Снаружи имеется ров. Вал сделан методом ханту. На самом городище было заложено два раскопа и траншея общей площадью 188 м2. Кроме того в месте разрыва северного вала был сделан разрез вала. В нижних горизонтах здесь были обнаружены следы бревенчатого каркаса, укреплявшего вал городища, сделанные китайским методом ханту. Полученный материал представлен различными категориями предметов: керамикой, фарфоровой и глазурованной посудой, строительными материалами — кирпичом и черепицей, изделиями из камня, железа, бронзы и кости. Артефакты вполне соответствуют вещевым комплексам с других киданьских городищ в Монголии, но при этом также демонстрируют примесь более ранних — предположительно уйгурских материалов, происходящих из нижних слоев памятника.

### Монголо-Японские экспедиции
В 1990—1994 годах полевой отряд Монголо-Японского проекта «Гурван гол» (Три реки) под руководством Д. Цэвээндоржа и Ш. Като зафиксировал в бассейне трёх рек около 4000, на территории Мунгунморьт сомона Центрального аймака, в Умнудэлгэр, Батширээт, Биндэр, Баянадрага, сомонах Хэнтийского аймака около 2300 археологических памятников различных эпох. Итоги исследований вышли двухтомным изданием.
В 1998, 1999 годах Монголо-Японский отряд по изучению бронзового и начала железного веков проводил разведывательные работы на территории Завханского, Архангайского, Убурхангайского, Булганского аймаков, в местности Уушгий увур Бүрэнтогтох сомона Хубсугульского аймака исследовал херексур с жертвенным сооружением и снял копии с находящихся здесь оленных камней.
С 2001 года ведутся раскопки первой столицы Чингис хана — Аварга орд (дворец Аварга), расположенной на территории Дэлгэрхаан сомона Хэнтийского аймака. Совместную Монголо-Японскую экспедицию возглавляют Д. Цэвээндорж, Б. Цогтбаатар, Ш. Като и Н. Шираиши.

### Монголо-Французские экспедиции
В 1994—2000 годах Монголо-Французская экспедиция, возглавляемая Г. Жискаром и Д. Эрдэнэбаатаром обследовала множество могил бронзового века, времен государства Хунну и монгольского периода в долине реки Эгийн-Гол Хутаг-Ундур сомона Булганского аймака.
Отряд по изучению каменного века данной экспедиции под руководством Б. Цогтбаатара и Ж. Жабера в 1996—1997 годах работал в Мойлтын ам Хархорин сомона Убурхангайского аймака, в 1998—2001 годах в местности Их Дурулж долины реки Эгийн гол Хутаг-Ундур сомона Булганского аймака.
В 2001—2003 годах Монголо-Французская археологическая экспедиция под руководством П. Х. Жискара и Д. Эрдэнэбаатара а в 2004—2005 годах под руководством Диреша и Ч. Ерөөл-Эрдэнэ в местности Гол мод хайрхан сомона Архангайского аймака раскопала одну крупную могилу хуннской знати и обнаружили ряд интересных находок.
В 2004—2007 годах Монголо-Французская экспедиция под руководством П. Жискара и Ц. Турбата произвела раскопку несколько могил пазырыкского времени в местности Загастай-Гол сомона Цэнгэл аймака Баян-Улгий. Ими были обнаружены интересные материалы по вооружению и хозяйственной деятельности.

### Монголо-Корейские экспедиции
В рамках Монголо-Корейского проекта «Восточная Монголия», в 1993 году А. Очир, Д. Цэвээндорж, Д. Баяр, Сон Покее и другие археологи обследовали плиточную могилу в местности Устын-Ам сомона Цэнхэрмандал Хэнтийского аймака, собрали неолитические каменные орудия на левом берегу реки Керулен, обнаружили круглые каменные изделия, применявшиеся в качестве утяжелителя для деревянной сохи и рыболовной сети. В 1994, 1996 годах данная экспедиция работала на городище Сант сомона Орхон аймака Сэлэнгэ, на городище государства Гуулин (Корея) на территории Дариганга сомона Сухэ-Баторского аймака, кроме этого, она провела сравнительный анализ каменных скульптур из Хуругт, Шивээт, Таван толгой и опубликовала итоги работ в пяти томах.
В 1997—2001 годах исследовательский отряд под руководством Д. Цэвээндоржа и Сон Юун совместного монголо-корейского проекта «МонСол» работал в местностях Углугчийн-Гол, Хурхын-Гол сомона Батширээт сомона Хэнтйиского аймака, в местностях Их хутул, Хустын булаг Мунгунморьт сомона, в Морин толгой Алтанбулаг сомона Центрального аймака, в Худгийн-Толгой сомона Батцэнгэл Архангайского аймака. При этом были обнаружены могилы бронзового века, хунну и монгольского периода, результаты работ опубликованы в 2-х томах.
В 2006—2007 годах совместный Монголо-Корейский проект «Монсол» под руководством Д. Цэвээндоржа и Юун Вон Гил первый раз произвёл раскопку одного знатного и двух рядовых могил хуннов в местности Дуурлиг сомона Баян-Адарга Хэнтийского аймака. В результате раскопок обнаружены многочисленные находки имеющие важные научные значения.

### Монголо-Американские экспедиции
Монголо-Американский исследовательский отряд «Эгийн гол» в 1994 году раскопал и обследовал более 10-ти хуннских могил в долине реки Эгийн гол Хутаг-Ундур сомона Булганского аймака.
В 1996—2000 годах полевой отряд Монголо-Американского проекта «Северная Монголия», руководители отряда Ч. Амартувшин, У. Эрдэнэбат, В. Ханичёрдж, провёл детальную археологическую разведку местностей Баянгол, Бурхан толгой, Дархан уул, Хайлантайн гол, Мухдагийн ам, Хужир нуга, Хун толгой долины реки Эгийн гол Хутаг-Ундур сомона Булганского аймака и местности Бичэгтэй эруу Орхон туул сомона Сэлэнгэ аймака, при этом были обнаружены поселения времён хунну и обследовано большое число могил бронзового века, хунну и монгольского периода.
В 1999 году был раскопан керексур на перевале Байрам сомона Бухмурун аймака Увс. Совместным Монголо-Американским отрядом руководили Д. Цэвээндорж, Ж. Дэвис-Кембел и Я. Цэрэндагва.

### Монголо-Германские экспедиции
С 1999 года по настоящее время Монголо-Германская экспедиция под руководством Д. Баяра, Гуттеля и Ротта ведёт геодезические и геохронологические исследования, а также раскопочные работы в Каракоруме.

### Монголо-Турецкие экспедиции
С 1996 по 2001 год велись раскопки жертвенно-поминального комплекса древнетюркского Билгэ кагана, находящегося на территории Хашаат сомона Архангайского аймака. Проект осуществлялся совместным монголо-турецким исследовательским отрядом.

### Монголо-Бельгийские экспедиции
В 2001 году Монголо-Бельгийская археологическая экспедиция под руководством Д. Цэвээндоржа, Б. Гунчинсурэна, Я. Цэрэндагва и Ф. Смоларского работала в местностях Харбухын-Гол, зимовье Буурлын сомона Дашинчилэн, в Убгунт Бурэгхангай сомона Булганского аймака. Экспедицией раскопаны и изучены херексуры, могилы рядовых граждан хунну.